# Бушковский лес
Государственный природный заказник «Бушковский лес» расположен в южной части Кировской области на территории Уржумского района к западу от посёлка Лебёдевский. Площадь его составляет 9274,8 га.
Заказник создан в соответствии с постановлением от 3 июля 2007 г. N 99/281 «О создании государственного природного заказника регионального значения „Бушковский лес“» (в ред. постановления Правительства Кировской области от 31.7.2009 № 19/224). В постановлении говорится, что заказник организован для того, чтобы поддержать экологический баланс, сохранить воспроизводство лесных ресурсов (сюда также относятся воспроизводство растительных сообществ, видов, подвидов и популяций охраняемых, редких и исчезающих видов). Заказник создан с целью решить следующие задачи:

- снижение уровня антропогенного воздействия и сохранение в естественном состоянии комплекса южно-таежной растительности и гидрогеологического памятника природы «Озеро Шайтан»;
- сохранение и создание условий для возобновления растительных сообществ, видов, подвидов и популяций охраняемых, редких и исчезающих растений, а также видов, ценных в хозяйственном отношении;
- сохранение и создание условий для воспроизводства и расселения на сопредельные территории объектов животного мира, отнесенных к категории охраняемых, редких, исчезающих, а также ценных в хозяйственном отношении;
- организация и осуществление системы наблюдений в рамках комплексного экологического мониторинга;
- экологическое просвещение населения и пропаганда идей заповедного дела.

## История
Первые сведения о использовании территории относятся к началу XIX века. В это время этой территорией владел промышленник Мосолов. В 1835 году на поляне около озера Шайтан он построил большой двухэтажный дом с верандой, который просуществовал до 1980-х годов. Для предотвращения незаконной рубки леса Мосолов ввел наказание — купание виновного в озере Шайтан, которое считалось местом обитания злых духов.
В 1885 году эту территорию купили с публичного торга лесопромышленники Бушковы, после чего за этим местом закрепилось название «Бушковский лес».

## Природные условия
Территория заказника относится к подзоне широколиственно-хвойных (подтаежных) лесов. К наиболее распространенным типам леса относятся широколиственно-пихтово-еловые леса с преобладанием в травяно-кустарничковом ярусе дубравного широкотравья и слабым развитием мохового покрова. Климат Бушковского леса умеренно континентальный, относится к южной агроклиматической зоне Кировской области. Вегетационный период длится 165—170 дней. Безморозный период продолжается в течение 126—130 дней. Наименьшее количество осадков выпадает в мае.
В составе флоры отмечено 262 вида, относящихся к 189 родам и 70 семействам высших растений. Это составляет 17,4 % от общего числа видов. Лихенофлора Бушковского леса содержит 71 вид, относящийся к 6 порядкам. В пределах территории заказника отмечено четыре вида лишайников Красную книгу Кировской области: Lobaria pulmonaria (L.)  (L.) Hoffm., Ramalina baltica  (Lettau.), Ramalina elegans (Bari. et Carestia) Jatta, Evernia divaricata (L.) Ach. В фауне Бушковского леса выявлено 153 видов животных. Из них: 3 вида — моллюсков, 95 — членистоногих, 12 — рыб, 5 — земноводных, 1 — пресмыкающихся, 24 — птиц, 13 — млекопитающих. К числу редких видов животных, включённых в Красную книгу Кировской области на территории заказника относятся 11 видов, в том числе европейский хариус, эна горная, булгарика кана, мнемозина, бронзовка мраморная и др. Одним из факторов оказывающих влияние на состояние, продуктивность и воспроизводство липовых лесов является влияние вредителей и болезней. Из обнаруженных видов фитофагов наибольшее биоценотическое значение имеет липовая моль-пестрянка. Доля поврежденных этим видом листьев липы в заказнике «Бушковский лес» варьировала от 30 до 100 %